# William Ofori-Atta
Nana William Ofori-Atta (im Volksmund auch Paa Willie) (* 1910; † 1988) ist einer der bekanntesten Politiker der ehemaligen britischen Kolonie Goldküste und des modernen Ghana.

## Ausbildung
Ofor-Atta besuchte die Mfantsipim School in Ghana. Später besuchte er das renommierte Achimota College, nördlich von Accra gelegen. Im Jahr 1956 wurde Ofori-Atta Rechtsanwalt.

## Karriere
Ofori-Atta wurde Gründungsmitglied der United Gold Coast Convention (UGCC), der ersten Partei der ehemaligen Kolonie Goldküste. Daher zählt er zu den so genannten Big Six, denen bis heute in Ghana erheblicher Respekt und Anerkennung entgegengebracht wird. Als Parteimitglied wurde Ofori-Atta noch vor der Unabhängigkeit des Landes durch die Kolonialherren zusammen mit Kwame Nkrumah, J.B. Danquah, Emmanuel Obetsebi-Lamptey und Ebenezer Ako-Adjei inhaftiert. Ihnen wurde ein Aufstand angelastet, der zum Tod von einigen Demonstranten geführt hatte. Diese Inhaftierung stärkte jedoch nur das Ansehen dieser führenden Politiker mit der Forderung nach der Unabhängigkeit des Landes von der Kolonialmacht. Die sechs führenden über das ganze Land in Haft gesetzten Politiker wurden seither die Big Six Ghanas genannt. Nach der Haftentlassung wandte sich Nkrumah von den anderen Big Six ab, es kam zum Bruch durch die Partei.
Nach dem Bruch mit Kwame Nkrumah, der sich mit einer eigenen Partei von der UGCC abspaltete und später erster Premierminister und Präsident Ghanas wurde, ging Ofori-Atta wie auch J.B. Danquah, Ebenezer Ako Adjei, Edward Akufo-Addo und Emmanuel Obetsebi-Lamptey in Opposition zu Nkrumah. Ofori-Atta wurde nach einem weit greifenden Parteienverbot im Jahr 1957 und 1958 Gründungsmitglied der United Party, die als einzige Oppositionspartei neben der Convention People’s Party von Nkrumah einige Zeit eine funktionierende Opposition aufrechterhalten konnte. Nach einem Attentat auf Nkrumah wurden führende Oppositionspolitiker aus dem Land getrieben oder in Haft genommen. Erst nach dem Militärputsch gegen Nkrumah wurden die politischen Gefangenen durch die Militärjunta des National Liberation Council's (NLC) auf freien Fuß gesetzt.
Ofori-Atta wurde nach dem Übergang der NLC's in eine Demokratie unter der Regierung von Kofi Abrefa Busia zwischen 1971 und 1972 Außenminister Ghanas und damit Amtsnachfolger von Victor Owusu. Ofori-Atta verlor sein Amt in einem erneuten Militärputsch in Ghana am 13. Januar 1972 unter der Leistung von Ignatius Kutu Acheampong. Ofori-Atta opponierte gegen die Staatsführung der Militärjunta und gründete im Jahr 1979 nach der Aufhebung des Parteienverbots die United National Convention (UNC), deren Parteivorsitzender er wurde. Als Kandidat der UNC nahm Ofori-Atta an den Wahlen zum Amt des Präsidenten vom 18. Juni 1979 teil. Mit ca. 17,41 Prozent der abgegebenen Stimmen wurde er Dritter der insgesamt zehn Kandidaten und musste sich dem späteren Stichwahlkandidaten Victor Owusu und dem späteren Präsidenten Hilla Limann geschlagen geben.
Nach seiner politischen Karriere war Ofori-Atta als gläubiger Christ aktiv. Er gründete im Jahr 1967 beispielsweise die Accra Chapel Trust, eine unabhängige evangelische Kirche am Korle Bu Teaching Hospital in Accra.

## Familie
Ofori-Atta ist der Sohn von Nana Sir Ofori Atta I, dem König (Omanhene) von Akyem Abuakwa zwischen 1912 und 1943. Als ghanaischer König war der Vater von Ofori-Atta mit einer Vielzahl von Frauen verheiratet und soll ca. 98 Nachkommen, also Geschwister und Halbgeschwister von William Ofori-Atta hinterlassen haben. Eine Schwester (oder Halbschwester) mit dem Namen Nana Yeboakua Ofori-Atta heiratete Edward Akufo-Addo, den späteren Präsidenten Ghanas. William Ofori-Atta ist somit der Onkel von Nana Addo Dankwa Akufo-Addo.
Ofori-Atta erhielt ein Staatsbegräbnis.

## Sonstiges
Im Andenken an William Ofori-Atta werden seit dessen Tod die William Ofori-Atta Vorlesungen (William Ofori-Atta Lectures) abgehalten.
Im Jahr 2007 ist eine neue 10.000 Cedi-Banknote von der Bank of Ghana mit dem Bildnis der Big Six herausgegeben worden, unter ihnen ist Ofori-Atta abgebildet.